# Rakitje
 Rakitje  falu Horvátországban Zágráb megyében. Közigazgatásilag Sveta Nedeljához tartozik.

## Fekvése
Zágráb központjától 14 km-re nyugatra, községközpontjától 3 km-re keletre, az A2-es éd az A3-as autópálya között fekszik. 

## Története
A településnek 1857-ben 217,  1910-ben 387 lakosa volt. Trianon előtt Zágráb vármegye Szamobori járásához tartozott. Plébániáját 2001-ben alapították. 2011-ben a falunak 2257 lakosa volt.

## Lakosság
| Lakosság változása | Lakosság változása | Lakosság változása | Lakosság változása | Lakosság változása | Lakosság változása | Lakosság változása | Lakosság változása | Lakosság változása | Lakosság változása | Lakosság változása | Lakosság változása | Lakosság változása | Lakosság változása | Lakosság változása | Lakosság változása |
| ------------------ | ------------------ | ------------------ | ------------------ | ------------------ | ------------------ | ------------------ | ------------------ | ------------------ | ------------------ | ------------------ | ------------------ | ------------------ | ------------------ | ------------------ | ------------------ |
| 1857               | 1869               | 1880               | 1890               | 1900               | 1910               | 1921               | 1931               | 1948               | 1953               | 1961               | 1971               | 1981               | 1991               | 2001               | 2011               |
| 217                | 233                | 251                | 335                | 316                | 387                | 394                | 529                | 567                | 602                | 711                | 804                | 1265               | 1615               | 2156               | 2257               |

## Nevezetességei
Boldog Alojzije Stepinac tiszteletére szentelt plébániatemploma 2001-ben épült.

## Külső hivatkozások
- Sveta Nedelja weboldala
- Sveta Nedelja turisztikai egyesületének honlapja